# Qalandariyya
La Qalandariyya (in arabo قَلَنْدريَّة‎?) è una confraternita islamica mistica islamica vagante. Il termine si riferisce a una pluralità di movimenti, non centralizzati. La più famosa fu però quella fondata da Qalandar Yūsuf al-Andalusī, di al-Andalus (Spagna islamica), oggi scomparsa.
A partire dal XII secolo, il movimento guadagnò in popolarità nel Grande Khorasan e nelle regioni vicine. Le prime testimonianze sono rintracciabili nel testo prosastico del secolo precedente, intitolato Qalandarnāme (Il libro di Qalandar) attribuito ad Anṣarī Harawī.  Il termine Qalandariyyāt (la condizione del Qalandar) comincia per la prima volta ad essere usato da Sanaʾi Ghaznavī (m. 1131) in opere poetiche in cui sono descritte le varie pratiche ascetiche della confraternita. Particolarità del genere di poesia del qalandar sono i termini che si riferiscono al gioco d'azzardo (vietato dall'Islam), al gioco in genere, alle droghe e alle bevande inebrianti (parimenti vietate) e al Naẓar ilā l-mard, la "contemplazione dell'uomo" - temi comunemente etichettati dalla morale corrente come kufriyyāt (empietà) o kharabāt (lett. "devastazioni").
Gli scritti dei Qalandar non sono la banale celebrazione dello spirito libertino, ma hanno un preciso intento antinomista, per favorire la reali ascesi verso il divino. L'affermazione dell'azione negativa nel mondo ha come fine il poter meritare nell'Aldilà il premio eterno, esattamente paragonabile alla pratica dei malamati, che non volevano ricevere le lodi degli uomini per la loro bontà o virtù (che sarebbero state un vano appagamento dell'animo), e che mostravano i tratti più deplorevoli dell'animo umano, mirando a ricompense di natura ultramondana, visto che solo Allah può scrutare nell'uomo, scoprendone le reali finalità.
La confraternita fu inevitabilmente vista con fastidio e sospetto dalle autorità e l'impopolarità - anche se la loro pratica di infliggersi dolori fisici (come camminare su frammenti di vetro o ingoiare chiodi) riscuoteva grande curiosità da parte degli astanti.